# Antonio Caggiano
Antonio Caggiano (Coronda, 30 gennaio 1889 – Buenos Aires, 23 ottobre 1979) è stato un cardinale e arcivescovo cattolico argentino.

## Biografia
Nato a Coronda, provincia di Santa Fe, studiò nel seminario di Santa Fe venendo ordinato sacerdote nel 1912 all'età di 23 anni. Dal 1913 al 1931 insegnò in seminario. Negli anni venti l'episcopato argentino lo inviò a Roma insieme a tre altri sacerdoti per studiare il movimento dell'Azione Cattolica. L'Azione Cattolica argentina fu fondata nel 1931 sullo stesso modello.
Il 13 settembre 1934 fu nominato primo vescovo della diocesi di Rosario. Al termine della seconda guerra mondiale si ritiene sia stato uno dei vertici del Vaticano organizzatori della celebre ratline, la via di fuga organizzata per permettere la protezione e la salvezza di molti criminali nazisti. Sempre in merito a questa protezione dei criminali nazisti, nel 1960 espresse pubblicamente il suo rammarico per la cattura di Eichmann, uno degli organizzatori della "soluzione finale" da parte degli israeliani affermando: «bisogna perdonarlo».
Papa Pio XII lo elevò a cardinale il 18 febbraio 1946, partecipando poi ai conclave del 1958 e del 1963, ma l'Ingravescentem Aetatem non gli permise di partecipare ai seguenti avendo raggiunto l'età di 80 anni.
Il 15 agosto 1959 fu nominato arcivescovo di Buenos Aires, entrando in carica il 25 ottobre. Il 14 dicembre di quell'anno fu anche nominato vicario dell'ordinariato militare d'Argentina.
Si ritirò dall'incarico di arcivescovo il 22 aprile 1975 e il 7 luglio successivo anche da quello di ordinario militare. Mantenne il titolo di arcivescovo emerito di Buenos Aires fino all'anno della morte, sopraggiunta nel 1979 all'età di 90 anni. Le sue spoglie mortali riposano nella cattedrale metropolitana di Buenos Aires.

## Genealogia episcopale e successione apostolica
La genealogia episcopale è:
- Cardinale Scipione Rebiba
- Cardinale Giulio Antonio Santori
- Cardinale Girolamo Bernerio, O.P.
- Arcivescovo Galeazzo Sanvitale
- Cardinale Ludovico Ludovisi
- Cardinale Luigi Caetani
- Cardinale Ulderico Carpegna
- Cardinale Paluzzo Paluzzi Altieri degli Albertoni
- Papa Benedetto XIII
- Papa Benedetto XIV
- Papa Clemente XIII
- Cardinale Bernardino Giraud
- Cardinale Alessandro Mattei
- Cardinale Pietro Francesco Galleffi
- Cardinale Giacomo Filippo Fransoni
- Cardinale Carlo Sacconi
- Cardinale Edward Henry Howard
- Cardinale Mariano Rampolla del Tindaro
- Cardinale Antonio Vico
- Arcivescovo Filippo Cortesi
- Cardinale Antonio Caggiano

La successione apostolica è:
- Vescovo Silvino Martínez (1946)
- Vescovo Francisco Juan Vénnera (1956)
- Vescovo Carlos María Cafferata (1956)
- Vescovo Victorio Manuel Bonamín, S.D.B. (1960)
- Vescovo Benito Epifanio Rodríguez (1960)
- Vescovo Jorge Gottau, C.SS.R. (1961)
- Arcivescovo Vicente Faustino Zazpe (1961)
- Vescovo Mauricio Eugenio Magliano, S.D.B. (1961)
- Vescovo Manuel Augusto Cárdenas (1962)
- Vescovo Jorge Carlos Carreras (1962)
- Vescovo Ernesto Segura (1962)
- Vescovo Oscar Félix Villena (1962)
- Vescovo Luis Juan Tomé (1963)
- Vescovo Mario Picchi, S.D.B. (1970)
- Vescovo Adolfo Roque Esteban Arana (1973)
- Arcivescovo Horacio Alberto Bózzoli (1973)